# The Quake (film)
Série
The Wave
(2015)
Pour plus de détails, voir Fiche technique et Distribution.
The Quake, ou Le Tremblement de terre (Skjelvet, littéralement « le tremblement de terre »), ou Séisme au Québec, est un film catastrophe norvégien réalisé par John Andreas Andersen, sorti en 2018. Il s'agit de la suite du film The Wave (2015).

## Synopsis
En 1904, Oslo a subi un tremblement de terre d’une intensité de 5,4 sur l’échelle de Richter. Le séisme a entraîné une destruction importante. Mais heureusement, aucune vie humaine n’a été perdue. Pourtant, de nos jours, les études géologiques montrent que le danger d’un nouveau séisme plus important peut être réel.
Quatre ans après un gigantesque raz-de-marée qui a ravagé le fjord, le géologue Kristian Eikjord est devenu une célébrité pour avoir sauvé la vie d'une centaine de citoyens mais il est toujours hanté par cette catastrophe naturelle. Aujourd'hui séparé de sa femme, il apprend la mort d'un ami, Konrad, dans les tunnels d'Oslo. Ce dernier lui avait envoyé un dossier sur un possible tremblement de terre dans la capitale. Avec Marit, la fille de Konrad, Kristian se rend dans le tunnel et, aussitôt, la ville connaît une secousse. Lorsqu'il alerte les autorités de l'imminence du drame, celles-ci refusent de le prendre au sérieux alors que ses preuves sont sérieuses. Lorsque le tremblement de terre survient, il surprend toute la population. Kristian essaie de sauver ses proches, qui se retrouvent dans des situations désespérées.

## Fiche technique
- Titre original : Skjelvet
- Titre international et français : The Quake
- Titre québécois : Séisme
- Réalisation : John Andreas Andersen
- Scénario : John Kåre Raake et Harald Rosenløw-Eeg
- Musique : Johannes Ringenn et Johan Söderqvist
- Photographie : John Christian Rosenlund
- Montage : Christian Siebenherz
- Production : Are Heidenstorm
- Société de production : Film Väst
- Société de distribution : Nordisk Filmdistribusjon
- Pays de production :  Norvège
- Langue originale : norvégien
- Format : couleur
- Genre : catastrophe
- Durée : 106 minutes
- Dates de sortie :
  - Norvège : 19 août 2018 (Festival international du film norvégien de Haugesund) ; 31 août 2018 (nationale)
  - France : 3 janvier 2019 (internet) ; 19 octobre 2019 (Canal +)

## Distribution
- Kristoffer Joner (VFQ : Antoine Durand): Kristian Eikjord
- Ane Dahl Torp (VFQ : Valérie Gagné) : Idun Eikjord
- Jonas Hoff Oftebro : Sondre Eikjord
- Edith Haagenrud-Sande (VFQ : Alice Déry) : Julia Eikjord
- Kathrine Thorborg Johansen (VFQ : Rose-Maïté Erkoreka): Marit Lindblom
- Stig R. Amdam (VFQ : Frédéric Paquet) : Johannes Løberg
- Catrin Sagen : Vilde
- Per Frisch : Konrad Lindblom
- Hanna Skogstad : Mia
- Runar Døving : le professeur
- Agnes Bryhn Røysamb : Agnes
- David Kosek : Kokken Vidar
- Fredrik Skavlan (VFQ : François-Simon Poirier) : Skavlan
- Ravdeep Singh Bajwa : le réceptionniste
- Ingvild Haugstad : Ingrid